# Étienne Bézout
Étienne Bézout (født 31. marts 1730 i Nemours, død 27. september 1783 i Fontainebleau) var en fransk matematiker.
I sit værk: Théorie générale des équations algébriques (1779) giver Bézout metoder til af n ligninger med n ubekendte at eliminere de n—1 ubekendte, og ham skyldes den sætning, at endeligningens grad med hensyn til den tilbageblevne ubekendte almindeligt er = produktet af de forelagte ligningers grader. Bézout er forfatter til forskellige lærebøger.
- Cours de mathématiques, a l'usage du corps de l'artillerie, 1798